# Alessandro Vanotti
Alessandro Vanotti (Bérgamo, Italia, 16 de septiembre de 1980) es un ciclista italiano que debutó como profesional en la temporada 2004 con el equipo italiano De Nardi. Fue un gregario que sabía filtrarse en las fugas.[cita requerida] Su única victoria como profesional fue en el año 2007, cuando consiguió vencer ante su público en la 5.ª etapa de la Settimana Ciclistica Lombarda (Bergamasca).
Luego de seis temporadas en el equipo Liquigas, para 2013 fichó por el Astana, equipo en el que estuvo hasta 2016, anunciando su retirada en marzo de 2017.

## Palmarés
2007
- 1 etapa de la Settimana Ciclistica Lombarda

## Resultados en Grandes Vueltas y Campeonatos del Mundo
| Carrera         | Carrera         | 2004 | 2005  | 2006 | 2007  | 2008 | 2009  | 2010 | 2011  | 2012  | 2013  | 2014  | 2015  | 2016 |
| --------------- | --------------- | ---- | ----- | ---- | ----- | ---- | ----- | ---- | ----- | ----- | ----- | ----- | ----- | ---- |
|                 | Giro de Italia  | 43.º | 74.º  | 69.º | 107.º | 86.º | 107.º | 76.º | 73.º  | —     | Ab.   | —     | —     | —    |
|                 | Tour de Francia | —    | 133.º | —    | —     | —    | 120.º | —    | 133.º | 118.º | —     | 147.º | —     | —    |
|                 | Vuelta a España | —    | —     | —    | 66.º  | 75.º | —     | —    | —     | —     | 113.º | —     | 135.º | 97.º |
| Mundial en Ruta | Mundial en Ruta | —    | —     | —    | —     | —    | —     | —    | —     | —     | Ab.   | —     | —     | —    |

—: no participa
Ab.: abandono

## Equipos
- De Nardi (2004)
- Domina Vacanze (2005)
- Team Milram (2006)
- Liquigas (2007-2012)
  - Liquigas (2007-2009)
  - Liquigas-Doimo (2010)
  - Liquigas-Cannondale (2011-2012)
- Astana Pro Team (2013-2016)